# Werner Kolck
Werner Kolck (* 23. Oktober 1880) war ein deutscher Jurist und Wirtschaftsfunktionär.

## Leben
Kolck war in den 1920er- und 1930er-Jahren Geschäftsführer des Verbandes Deutscher Gerbereimaschinen-Fabrikanten (VDG), des Verband Deutscher Schuhmaschinen-Fabrikanten, der Vereinigung Deutscher Verbandsmittelhersteller e. V., der Vereinigung Deutscher Verbandswatte-Fabrikanten, des Verbandes Deutscher Wattenfabrikanten sowie der Arbeitgeberverbände der Verbandsmittelhersteller sowie des Verbandes Deutscher Schuhleisten- und Stanzmesserfabriken, die alle ihren Sitz in Neubabelsberg bei Berlin hatten.